# Rukwa
Rukwa er en af Tanzanias 26 administrative regioner. Regionhovedstaden er Sumbawanga. Rukwa grænser til Tanganyikasøen i vest, med den Demokratiske Republik Congo på den anden side af søen, Kigoma i nordvest, Tabora i nordøst, Mbeya i øst og Zambia i syd. Rukwa har 1.450.117 indbyggere (2009) og et areal på 68.635 km². Regionen er opkaldt efter Rukwasøen, som ligger i den sydøstlige del af regionen på grænsen til Mbeya.
Rukwa består af fire distrikter: Sumbawanga Mjini, Sumbawanga Vijijini, Mpanda og Nkansi.

## Eksterne kilder og henvisninger
1. ↑   Statoids, Regions of Tanzania

7°00′S 31°30′Ø / 7.000°S 31.500°Ø